# تبة بور (تكاب)
تبة بور هي قرية في مقاطعة تكاب، إيران. عدد سكان هذه القرية هو 328 في سنة 2006.